# La Leonesa
La Leonesa är en kommunhuvudort i Argentina.   Den ligger i provinsen Chaco, i den nordöstra delen av landet, 800 km norr om huvudstaden Buenos Aires. La Leonesa ligger 60 meter över havet och antalet invånare är 10 067.
Terrängen runt La Leonesa är mycket platt. La Leonesa är det största samhället i trakten. 
Omgivningarna runt La Leonesa är huvudsakligen savann. Runt La Leonesa är det glesbefolkat, med 9 invånare per kvadratkilometer.